# Saint-Jean-de-Gonville
Saint-Jean-de-Gonville település Franciaországban, Ain megyében. Lakosainak száma 2042 fő (2022. január 1.). Saint-Jean-de-Gonville Chézery-Forens, Péron, Thoiry és Dardagny községekkel határos.

## Népesség
A település népessége az elmúlt években az alábbi módon változott:
| Lakosok száma | 591  | 841  | 1001 | 1390 | 1547 | 1653 | 1787 | 1895 | 1934 | 2042 |
|               | 1968 | 1982 | 1990 | 2006 | 2013 | 2015 | 2017 | 2019 | 2020 | 2022 |